# Festigny (Marne)
Festigny ist eine französische Gemeinde mit 392 Einwohnern (Stand 1. Januar 2022) im Département Marne in der Region Grand Est. Sie gehört zum Arrondissement Épernay und zum Kanton Dormans-Paysages de Champagne.

## Geographie
Die Gemeinde liegt rund 30 Kilometer südwestlich von Reims in den Weinbergen über dem südlichen, linken Ufer der Marne. Nachbargemeinden sind Leuvrigny und Œuilly im Nordosten, Saint-Martin-d’Ablois im Südosten, Le Baizil im Süden, Igny-Comblizy im Südwesten, Nesle-le-Repons im Westen und Mareuil-le-Port im Nordwesten.
Der Süden des Gemeindegebietes wird durch eine Landschaft mit einer Vielzahl von kleinen Seen geprägt, deren Abflüsse alle vom Flüsschen Flagot gesammelt werden und zur Marne entwässern.

## Bevölkerungsentwicklung
| Jahr                       | 1962 | 1968 | 1975 | 1982 | 1990 | 1999 | 2008 | 2018 |
| -------------------------- | ---- | ---- | ---- | ---- | ---- | ---- | ---- | ---- |
| Einwohner                  | 428  | 408  | 394  | 407  | 444  | 405  | 389  | 394  |
| Quellen: Cassini und INSEE |      |      |      |      |      |      |      |      |

## Gemeindepartnerschaft
- Essenheim in Rheinhessen, Deutschland